# Jarogniewice (Zielona Góra)
Jarogniewice (niem. Hartmannsdorf) – część miasta i osiedle administracyjne Zielonej Góry, będące jednostką pomocniczą miasta. 
Do 31 grudnia 2014 roku wieś w gminie Zielona Góra. W latach 1975–1998 należące do województwa zielonogórskiego.

## Zabytki
Do wojewódzkiego rejestru zabytków wpisane są:
- kościół ewangelicki, obecnie filialny rzymskokatolicki pod wezwaniem św. Antoniego, murowano-szachulcowy, z lat 1749–1750, 1857 roku
- plebania, z połowy XIX wieku
- szkoła, z połowy XIX wieku.